# Eclissi solare dell'11 maggio 2097
L'Eclissi solare dell'11 maggio 2097, di tipo totale, è un evento astronomico che avrà luogo il suddetto giorno con centralità attorno alle ore 18:34 UTC.
L'eclissi avrà un'ampiezza massima di 339 chilometri e una durata di 3 minuti e 10 secondi.  L'evento sarà visibile in Alaska, Spitsbergen, Norvegia e Russia.

## Eclissi correlate

### Eclissi solari 2094 - 2098
Questa eclissi è un membro di una serie semestrale. Un'eclissi in una serie semestrale di eclissi solari si ripete approssimativamente ogni 177 giorni e 4 ore (un semestre) in nodi alternati dell'orbita della Luna.